# Проблем Спиноза
Проблем Спиноза (енгл. The Spinoza Problem) је роман америчког егзистенцијалног психијатара, почасног професора психијатрије на Универзитету Станфорд, и књижевника Ирвина Давида Јалома (енгл. Irvin David Yalom) (1931). објављена 2012. године. Прво издање на српском језику објавила издавачка кућа "Плато" из Београда 2012. године  у преводу Слађане Маџгаљ-Жакула.

## О аутору
Ирвин Д. Јалом је рођен 1931. у Вашингтону у породици руских емиграната. Аутор је неколико бестселера, као и стручних књига из области психотерапије. Данас је професор на универзитету и живи у Сан Франциску . Активан је психотерапеут у Сан Франциску и Пало Алту. Највећи допринос дао је предајући о групној психотерапији као и развијајући модел егзистенцијалне терапије.

## О делу
У роману Проблем Спиноза Јалом је у центар дешавања ставио две историјске личности које се никада нису упознале Баруха де Спинозу и Алфреда Розенберга. Њих двојица су иако различити, ипак блиски јер имају обојица јаку жељу да покажу колико су јединствени у оно што верују без обзира на све. Аутор читаоца пребацује из једне у другу историјску епоху, из златног доба Амстердама у нацистичку Немачку.
Јалом прича причу о Спинози, холандском мислиоцу из 17. века, његовој младости, раду, идејама и ставовима, смрти. О томе како је због својих ставова био прогнан из јеврејске заједнице. Упоредо са овом причом причу о личном развоју и ставовима Алфреда Розенберга, истакнутог теоретичара и главног идеолога нацизма који је имао велики удео у нацистичком погрому европских Јевреја.
Нацисти, па и сам Розенберг су имали непријатан "Проблем Спиноза" јер су многи немачки мислиоци, међу њима и Гете,  ценили Јеврејина Спинозу. Розенгерг је својој оперативној групи наредио да опљачкају Спинозину библиотеку са намером да изађе на крај са нацистичким "Проблемом Спиноза". Кроз приказ два лика и две паралелне приче, пад Спинозе и успон и пад Розенберга, приказани су и унутрашњи животи обојице, утицаји и стрепње, добро и зло, слобода и терор.